# Aberdeen Football Club 2016-2017
Questa voce raccoglie le informazioni riguardanti l'Aberdeen Football Club nelle competizioni ufficiali della stagione 2016-2017.

## Stagione
- In Scottish Premiership l'Aberdeen si classifica al 2º posto (76 punti), dietro al Celtic e davanti ai Rangers.
- In Scottish Cup perde la finale contro il Celtic (2-1).
- In Scottish League Cup perde la finale contro il Celtic (0-3).
- In Europa League supera il primo turno preliminare battendo i lussemburghesi del Fola Esch (3-2) e il secondo turno preliminare battendo i lettoni del Ventspils (4-0), poi viene eliminato al terzo turno preliminare dagli sloveni del Maribor (1-2).

## Maglie e sponsor
| Casa | Trasferta | Terza divisa |

## Rosa
| N. |                             | Ruolo | Calciatore       |
| -- | --------------------------- | ----- | ---------------- |
| 1  | Inghilterra (bandiera)      | P     | Joe Lewis        |
| 2  | Inghilterra (bandiera)      | D     | Shay Logan       |
| 3  | Scozia (bandiera)           | D     | Graeme Shinnie   |
| 4  | Scozia (bandiera)           | D     | Andrew Considine |
| 5  | Galles (bandiera)           | D     | Ash Taylor       |
| 6  | Scozia (bandiera)           | D     | Mark Reynolds    |
| 7  | Scozia (bandiera)           | C     | Kenny McLean     |
| 8  | Scozia (bandiera)           | C     | Ryan Christie    |
| 9  | Irlanda (bandiera)          | A     | Adam Rooney      |
| 10 | Irlanda del Nord (bandiera) | A     | Niall McGinn     |
| 11 | Irlanda (bandiera)          | C     | Jonny Hayes      |

| N. |                        | Ruolo | Calciatore           |
| -- | ---------------------- | ----- | -------------------- |
| 15 | Irlanda (bandiera)     | D     | Anthony O'Connor     |
| 16 | Scozia (bandiera)      | C     | Peter Pawlett        |
| 17 | Inghilterra (bandiera) | A     | Jayden Stockley      |
| 22 | Scozia (bandiera)      | C     | Ryan Jack (capitano) |
| 25 | Scozia (bandiera)      | P     | Neil Alexander       |
| 26 | Scozia (bandiera)      | A     | Scott Wright         |
| 27 | Scozia (bandiera)      | C     | Francis Ross         |
| 29 | Scozia (bandiera)      | A     | Connor McLennan      |
| 39 | Inghilterra (bandiera) | A     | Miles Storey         |
| 40 | Australia (bandiera)   | P     | Aaron Lennox         |
| 47 | Scozia (bandiera)      | C     | Dean Campbell        |

## Risultati

### Scottish Premiership
| Perth 7 agosto 2016, ore 13:15 1ª giornata | St. Johnstone | 0 – 0 referto | Aberdeen | McDiarmid Park (5.728 spett.)\| Arbitro: \| Willie Collum \| |
| Arbitro:                                   | Willie Collum |               |          |                                                              |

| Aberdeen 13 agosto 2016, ore 16:00 2ª giornata | Aberdeen     | 0 – 0 referto | Hearts | Pittodrie Stadium (13.559 spett.)\| Arbitro: \| Kevin Clancy \| |
| Arbitro:                                       | Kevin Clancy |               |        |                                                                 |

| Arbitro: | John Beaton |

|                                   |           |                     |
| Niall McGinn 28’ Miles Storey 58’ | Marcatori | 90+1’ Chris Erskine |

| Arbitro: | Bobby Madden |

|                                                                               |           |                 |
| Leigh Griffiths 13’ James Forrest 42’ Scott Sinclair 87’ (rig.) Tom Rogic 90’ | Marcatori | 32’ Adam Rooney |

| Arbitro: | Crawford Allan |

|                  |           |                 |
| Niall McGinn 51’ | Marcatori | 68’ Iain Vigurs |

| Arbitro: | Steven McLean |

|                |           |                                                                |
| Kevin Holt 13’ | Marcatori | 19’ James Maddison 77’ Jayden Stockley 88’ (rig.) Kenny McLean |

| Arbitro: | John Beaton |

|                                    |           |                          |
| Jonny Hayes 46’ James Maddison 90’ | Marcatori | 79’ (rig.) Andy Halliday |

| Arbitro: | Willie Collum |

|  |           |                                                                          |
|  | Marcatori | 25’ (rig.) Adam Rooney 50’ Andy Considine 67’ Ash Taylor 72’ Adam Rooney |

| Arbitro: | Craig Thomson |

|                                                                     |           |  |
| Jonny Hayes 20’ Shay Logan 32’ Niall McGinn 68’ Jayden Stockley 78’ | Marcatori |  |

| Arbitro: | Alan Muir |

| |           |                                     |
| Jonny Hayes 2’ Andy Considine 32’ Adam Rooney 34’ Ryan Christie 40’ Adam Rooney 64’ (rig.) Adam Rooney 69’ Peter Pawlett 83’ | Marcatori | 73’ Ryan Bowman 82’ Stephen Pearson |

| Arbitro: | Willie Collum |

|                            |           |  |
| Alexandre D'Acol 6’ (rig.) | Marcatori |  |

| Arbitro: | Steven McLean |

|  |           |               |
|  | Marcatori | 23’ Tom Rogic |

| Arbitro: | Bobby Madden |

|                 |           |                                          |
| Adam Barton 51’ | Marcatori | 39’ Anthony O'Connor 53’ Jayden Stockley |

| Arbitro: | Kevin Clancy |

|                       |           |                                                          |
| Lonsana Doumbouya 15’ | Marcatori | 28’ Kenny McLean 33’ (rig.) Adam Rooney 89’ Kenny McLean |

| Arbitro: | Stephen Finnie |

|                                                                                         |           |                   |
| Peter Pawlett 20’ Anthony O'Connor 30’ Jonny Hayes 37’ Niall McGinn 69’ Jonny Hayes 85’ | Marcatori | 77’ Rory McKenzie |

| Arbitro: | Steven McLean |

|                                 |           |                      |
| Kenny Miller 52’ Lee Hodson 70’ | Marcatori | 90+4’ Andy Considine |

| Aberdeen 10 dicembre 2016, ore 16:00 17ª giornata | Aberdeen     | 0 – 0 referto | St. Johnstone | Pittodrie Stadium (11.501 spett.)\| Arbitro: \| Kevin Clancy \| |
| Arbitro:                                          | Kevin Clancy |               |               |                                                                 |

| Arbitro: | Craig Thomson |

|                                |           |                  |
| Liam Boyce 26’ Alex Schalk 88’ | Marcatori | 68’ Niall McGinn |

| Arbitro: | Bobby Madden |

|                    |           |                                                           |
| Scott McDonald 16’ | Marcatori | 6’ Graeme Shinnie 25’ (rig.) Adam Rooney 90’ Niall McGinn |

| Arbitro: | Andrew Dallas |

|                                |           |                         |
| Ash Taylor 34’ Adam Rooney 68’ | Marcatori | 38’ (rig.) Dougie Imrie |

| Arbitro: | Willie Collum |

|  |           |                 |
|  | Marcatori | 66’ Jonny Hayes |

| Arbitro: | Kevin Clancy |

|                                                 |           |  |
| Ryan Jack 29’ Niall McGinn 45’ Niall McGinn 80’ | Marcatori |  |

| Arbitro: | John Beaton |

|                    |           |  |
| Dedryck Boyata 57’ | Marcatori |  |

| Arbitro: | Greg Aitken |

|                                         |           |  |
| Jayden Stockley 72’ Ryan Christie 90+2’ | Marcatori |  |

| Arbitro: | Andrew Dallas |

|                   |           |                                       |
| Rory McKenzie 41’ | Marcatori | 83’ Jayden Stockley 85’ Peter Pawlett |

| Arbitro: | Willie Collum |

|                 |           |  |
| Adam Rooney 69’ | Marcatori |  |

| Arbitro: | Steven McLean |

|                   |           |  |
| Michael Devlin 9’ | Marcatori |  |

| Arbitro: | Euan Anderson |

|                    |           |  |
| Niall McGinn 90+2’ | Marcatori |  |

| Arbitro: | Steven McLean |

|                                |           |  |
| Shay Logan 21’ Jonny Hayes 60’ | Marcatori |  |

| Arbitro: | Alan Muir |

|  |           | |
|  | Marcatori | 17’ Andy Considine 25’ Adam Rooney 34’ Kenny McLean 39’ Andy Considine 51’ Ryan Jack 73’ Niall McGinn 83’ Andy Considine |

| Arbitro: | Andrew Dallas |

|                |           |  |
| Ash Taylor 22’ | Marcatori |  |

| Arbitro: | Kevin Clancy |

|  |           |                                       |
|  | Marcatori | ?’, 81’ Kenny Miller 83’ Joseph Dodoo |

| Arbitro: | Bobby Madden |

|                          |           |                                          |
| Danny Swanson 48’ (rig.) | Marcatori | 19’ Ryan Christie 32’ (aut.) Tam Scobbie |

| Arbitro: | Alan Muir |

|  |           |                                     |
|  | Marcatori | 80’ Danny Swanson 83’ Craig Thomson |

| Arbitro: | Willie Collum |

|                      |           |                                      |
| Esmaël Gonçalves 61’ | Marcatori | 21’ Adam Rooney 64’ Anthony O'Connor |

| Arbitro: | Steven McLean |

|                 |           |                                                           |
| Jonny Hayes 13’ | Marcatori | 3’ Dedryck Boyata 8’ Stuart Armstrong 11’ Leigh Griffiths |

| Arbitro: | John Beaton |

|                    |           |                                     |
| Martyn Waghorn 61’ | Marcatori | 9’ Graeme Shinnie 51’ Ryan Christie |

| Arbitro: | Euan Anderson |

|  |           | |
|  | Marcatori | 7’ Ryan Christie 11’ Scott Wright 17’ Scott Wright 26’ Jonny Hayes 45’ Ryan Christie 51’ Scott Wright |

### Scottish Cup
| Arbitro: | Don Robertson |

|                                                                          |           |  |
| Adam Rooney 30’ Niall McGinn 35’ Adam Rooney 50’ (rig.) Niall McGinn 54’ | Marcatori |  |

| Arbitro: | Bobby Madden |

|  |           |                |
|  | Marcatori | 87’ Shay Logan |

| Arbitro: | Craig Thomson |

|                    |           |  |
| Graeme Shinnie 43’ | Marcatori |  |

| Arbitro: | John Beaton |

|                                   |           |                                                             |
| Grant Holt 36’ Dylan McGeouch 60’ | Marcatori | 1’ Adam Rooney 25’ Ryan Christie 86’ (aut.) Darren McGregor |

| Arbitro: | Bobby Madden |

|                                      |           |                |
| Stuart Armstrong 11’ Tom Rogic 90+2’ | Marcatori | 9’ Jonny Hayes |

### Scottish League Cup
| Arbitro: | Alan Muir |

|                  |           |                                           |
| Alan Forrest 41’ | Marcatori | 3’ (aut.) Daryll Meggatt 30’ Niall McGinn |

| Arbitro: | Craig Thomson |

|                 |           |  |
| Adam Rooney 90’ | Marcatori |  |

| Arbitro: | Kevin Clancy |

|  |           |                                  |
|  | Marcatori | 69’ Adam Rooney 88’ Kenny McLean |

| Arbitro: | John Beaton |

|  |           |                                                           |
|  | Marcatori | 16’ Tom Rogic 37’ James Forrest 64’ (rig.) Moussa Dembélé |

### UEFA Europa League
| Arbitro: | Mads-Kristoffer Kristoffersen |

|                                                              |           |                  |
| Shay Logan 68’ Niall McGinn 90'+3’ Adam Rooney 90'+7’ (rig.) | Marcatori | 70’ Julien Klein |

| Arbitro: | Ola Hobber Nilsen |

|                 |           |  |
| Samir Hadji 45’ | Marcatori |  |

| Arbitro: | João Pinheiro |

|                                                      |           |  |
| Jayden Stockley 71’ Adam Rooney 75’ Wes Burns 90'+1’ | Marcatori |  |

| Arbitro: | Danilo Grujic |

|  |           |                 |
|  | Marcatori | 79’ Adam Rooney |

| Arbitro: | Tore Hansen |

|                 |           |                        |
| Jonny Hayes 88’ | Marcatori | 83’ Milivoje Novakovic |

| Arbitro: | Nikola Popov |

|                              |           |  |
| Graeme Shinnie 90'+3’ (aut.) | Marcatori |  |